# Czaple (powiat złotoryjski)
Czaple (niem. Hockenau) – wieś w Polsce położona w województwie dolnośląskim, w powiecie złotoryjskim, w gminie Pielgrzymka, na Pogórzu Kaczawskim w Sudetach. 

## Podział administracyjny
W latach 1975–1998 miejscowość administracyjnie należała do województwa legnickiego.

## Demografia
Według danych z 2017 roku miejscowość liczyła 317 mieszkańców. Strategii Rozwoju Gminy Pielgrzymka na lata 2018–2023.
Według danych z 16 grudnia 1996 liczyła 348 mieszkańców. Narodowy Spis Powszechny (wg stanu na 31 marca 2011) wykazał 320 mieszkańców.

## Położenie
Wieś położona jest 240 m n.p.m.

## Historia
- Wieś wzmiankowana po raz pierwszy w 1379 roku pod nazwą Hokenow (od 1726 r. Hockenau).

- W końcu XVI wieku osiedlili się tu zwolennicy nauki Caspara Schwenckfelda, a wieś związana była z osadnictwem szwenkfeldystów, którzy w XVIII wieku stanowili okresowo nawet większość mieszkańców, ale w I połowie XVIII w. zostali zmuszeni opuszczenia wsi.

- W drugiej połowie XVIII w. w Czaplach funkcjonował folwark, kuźnia, gorzelnia i młyn. W 1798 r. powstała tu pierwsza ewangelicka szkoła. Nowsze dzieje Czapli są związane z kamieniołomami piaskowców. W latach 1832–1833 właściciel kamieniołomu wybudował we wsi Czaple ewangelicką kaplicę cmentarną z miejscowego piaskowca.

- W połowie XIX w. był wymieniany w Czaplach kościół cmentarny, 109 domów, szkoła z nauczycielem, wiatrak, 3 gospody i 2 kamieniołomy. Do rozwoju Czapli w początkach XX w. przyczyniła się też linia kolejowa, wykorzystywana przede wszystkim do obsługi kamieniołomów.

## Zabytki i turystyka
Do wojewódzkiego rejestru zabytków wpisany jest:
- cmentarz ewangelicki, obecnie rzymskokatolicki, parafialny, powstały w 1833 r.

inne zabytki:
- kaplica pod wezwaniem św. Józefa Opiekuna. Obiekt pochodzi z 1833 r. Kaplica należy do parafii w Pielgrzymce. Po II wojnie światowej oddano parafii w Czaplach istniejącą do dziś kaplicę
- tablica z 1794 r., znajdująca się na ścianie budynku nr 68, dotycząca kościółka na Choińcu
- Kamienna brama[7] z fragmentem muru prowadząca do kamieniołomu piaskowca 1898 r.

zabytki nieistniejące:
- kaplica istniała wcześniej na Choińcu, później kościół pw. Najświętszej Marii Panny. Kościół ten w XVI wieku popadł w ruinę, dzisiaj nie istnieje.

Miejscowość współcześnie stała się wsią o charakterze turystycznym, która jest już Certyfikowanym Punktem na mapie Geoparku Kraina Wygasłych Wulkanów.
Na terenie miejscowości znajduje się:
- Góra Kopka (343 m n.p.m.) wzniesienie zbudowane z górnokredowych piaskowców pochodzenia morskiego.

- Jedyny w Polsce szlak kamiennych krzyży o długości 14 km, który został otwarty jesienią 2014 r. pod nazwą „Ścieżka historyczno-edukacyjno-przyrodnicza szlakiem kamiennych krzyży w Czaplach (Choińcu) w Krainie Wygasłych Wulkanów” na trasie znajduje się 7 kamiennych krzyży[8] (krzyże znajdują się w swoim pierwotnym położeniu w lasach)
- Mini ścieżka kamiennych krzyży znajdująca się w centrum wsi. Mini ścieżka krzyży to pomniejszona wersja głównego 14 kilometrowego szlaku,
- Szlak (ścieżka) geologiczna o wdzięcznej nazwie „Spacer po dnie morza kredowego”. To specjalnie wytyczona 3,5 kilometrowa trasa z tablicami geo-edukacyjnymi, głównie po byłych wyrobiskach piaskowców. Początek ścieżki znajduje się w centrum wsi na Kamiennym Skwerku (pierwsza tablica)
- Tematyczne miejsca turystyczne: To miejsce grillowe wraz z altanami z bali, grillem, paleniskiem, elementami małej architektury wykonanej z piaskowca.
- W 2019 r. otwarta została wystawa geologiczna w Jasionkowej Chacie (drewniany domek z bali), można w niej podziwiać skały i minerały z terenu Krainy Wygasłych Wulkanów, a także skamieniałości zwierząt lub śladów ich życia, znalezionych na górze Kopka (343 m n.p.m.) w Czaplach.
- 3 strefy nektarodajne, na których umieszczone zostały tablice informujące o życiu pszczół i owadów miododajnych.
- Kamienne skwerki i ogrody tematyczne w tym nowo otwarty Ogród Społeczny tuż przy Jasionkowej Chacie.
- Ogród Społeczny – miejsce rekreacji przy Jasionkowej Chacie. Miejsce społeczne, które ma na celu wzbogacenie wsi m.in. w walory rekreacyjno-edukacyjne. Miejsce to dodatkowo sprzyjać ma rozwojowi miejscowości pod względem turystycznym i społecznym, zapewniając przyszłym użytkownikom obszar do wspólnej integracji i interakcji. W ogrodzie społecznym znaleźć można: leżaki (siedziska), pergole, trejaż, bramki dekoracyjne, płaskorzeźby, zegar słoneczny, fontanna, latarnie świetlne z piaskowca, donice, kule, rzeźby Ostrzycy Proboszczowickiej, Grodźca i Zamku Grodziec, a także góry Połom z Wojcieszowa.
- Ponadto wiele dekoracji i rzeźb z piaskowca m.in.: 3 fontanny (duża z podstawą z rzeźbionych łabędzie przy świetlicy wiejskiej, mniejsza w ogrodzie społecznym, fontanna kula na kamiennym skwerku), pomnik orła z okazji 100 Rocznicy Odzyskania Niepodległości przy świetlicy wiejskiej, dwie rzeźby Czapli (ptaków) przy wejściu do świetlicy, uśmiechnięte grzybki z piaskowca (przy świetlicy – klucznik, koło sklepu – grzyb z kasą, w ogrodzie społecznym – grzyb ogrodnik, przy wejściu do Piaskowego Miejsca Grillowego – grzyb turysta, przy domu rodzinnym – grzyb z mniejszymi grzybkami – rodzina grzybów, przy domu sołtysa – grzyb sołtys, a na kamiennym skwerku – grzyb geolog),

## Transport
Przez wieś przebiega droga wojewódzka nr 364.

## Wyróżnienia
W roku 2015 wieś wygrała konkurs Urzędu Marszałkowskiego Województwa Dolnośląskiego na najpiękniejszą wieś dolnośląską.

## Galeria

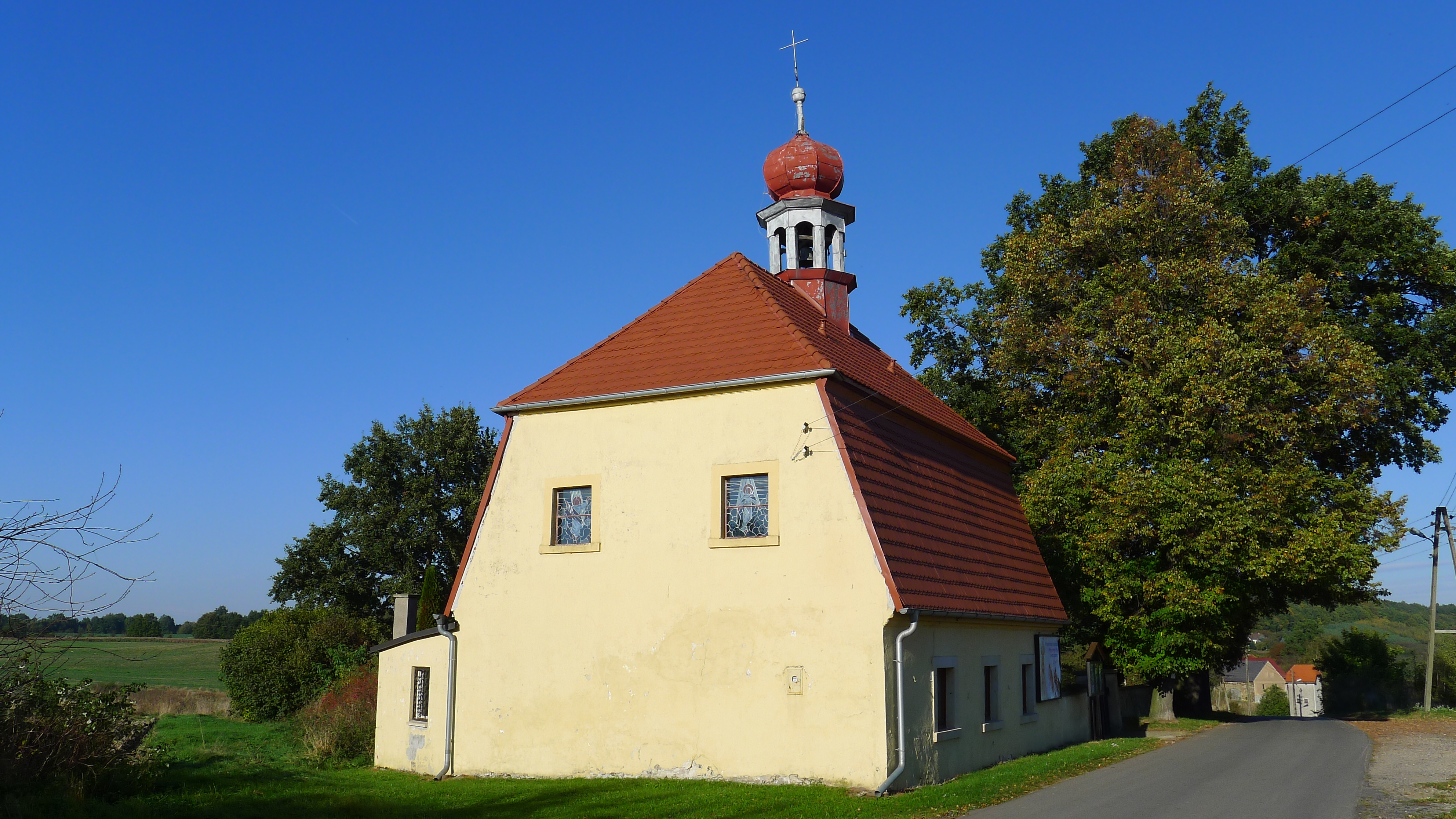
Kaplica pod wezwaniem św. Józefa Opiekuna
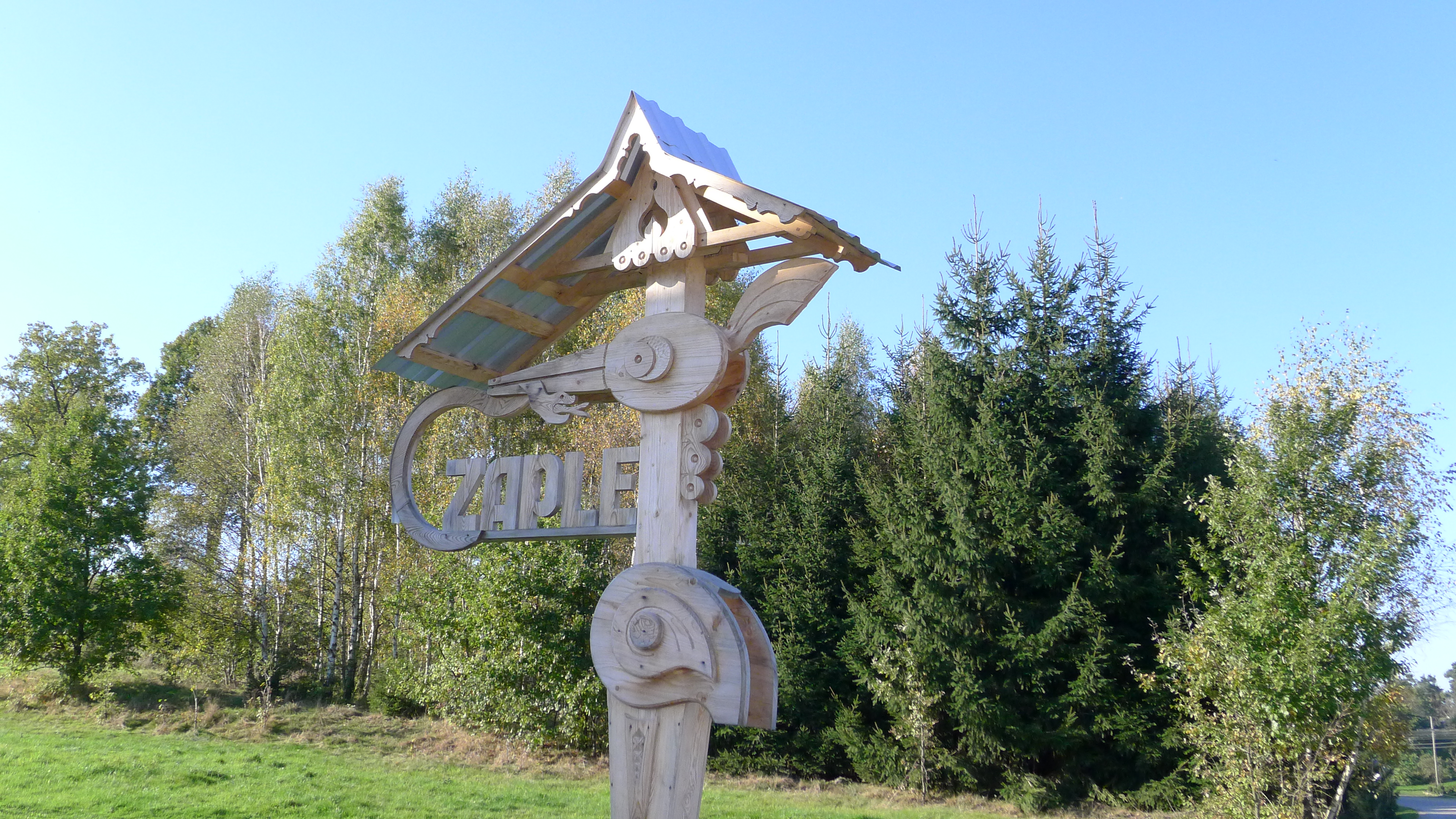
Totem w centralnej części wsi